# Chiesa di San Martino Vescovo (San Martino in Rio)
La chiesa di San Martino Vescovo, anche nota come collegiata dei Santi Martino e Venerio, è la parrocchiale a San Martino in Rio in provincia di Reggio Emilia. Appartiene al vicariato della Pianura della diocesi di Reggio Emilia-Guastalla e la sua storia inizia nel XII secolo.

## Storia
La chiesa viene citata in bolle pontificie degli anni 1144 e 1146. Il primo luogo di culto medievale si trovava quasi sullo stesso sito della chiesa che venne edificata all'inizio del XVII secolo. Il nuovo edificio fu oggetto di importanti restauri nel 1780, nel 1797, nel 1856, nel 1892 e nel 1934. La ricostruzione fu voluta dal marchese di San Martino in Rio Carlo Filiberto I d'Este che ottenne da papa Gregorio XIV anche l'istituzione di un capitolo di canonici. In seguito alla demolizione della chiesa medievale l'immagine raffigurante la Madonna del Pilastro, parte del dipinto della Santissima Trinità (opera di Domenico Robusti, figlio del Tintoretto), fu staccata e trasportata nel nuovo edificio. La intitolazione della chiesa è a San Martino Vescovo di Tours e a San Venerio Martire. Le reliquie di quest'ultimo sono conservate nella chiesa. La chiesa ha subito ingenti danni col terremoto dell'Emilia del 2012, è stata ristrutturata e poi riaperta al culto nel 2017.

## Descrizione

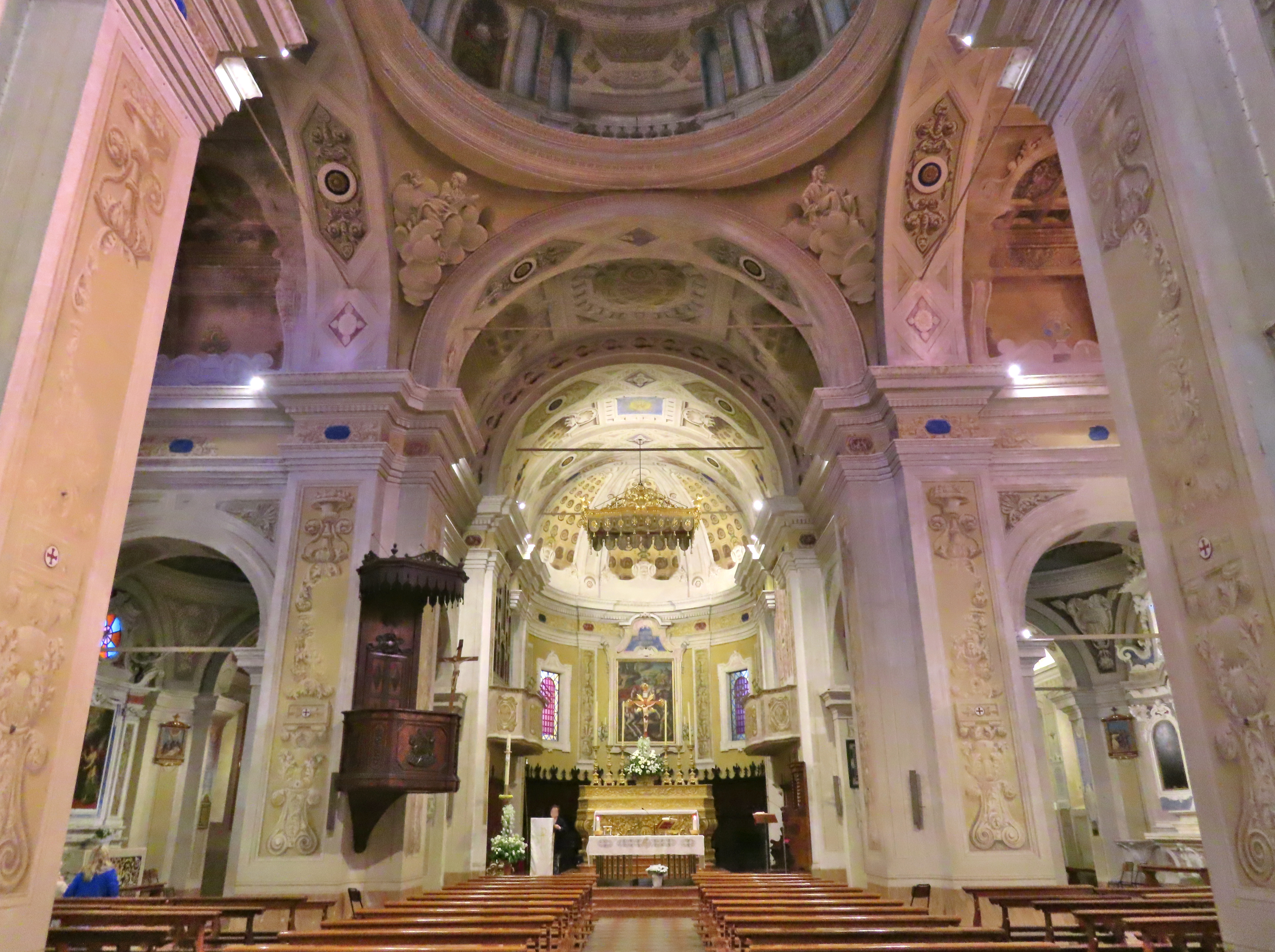
Navata centrale

### Esterni
La chiesa, nel centro dell'abitato, si ispira a quella della Beata Vergine della Ghiara di Reggio Emilia e si affaccia sulla piazza dove si trova l'altro importante monumento della cittadina, la Rocca Estense. La facciata è rinascimentale.

### Interni
La sala è ampia, a tre navate con dieci altari. Conserva numerose opere d'arte come pale d'altare, paliotti in scagliola carpigiana e tessuti particolarmente preziosi nella sagrestia. Di particolare interesse storico è la cappella degli Este di San Martino che accoglie le spoglie di diversi suoi membri.